# Beniamino Olivi
Pour les articles homonymes, voir Olivi.
Beniamino Olivi, dit Bino Olivi (Trévise 19 avril 1925 - Rome 15 février 2011), a été un haut fonctionnaire européen et un historien italien.

## Biographie
Bino Olivi fait des études de droit à l'université de Padoue et il est juge de première instance au tribunal de Milan (1950-1958). En 1958, il entre à la Commission de la Communauté économique européenne, où il est successivement Administrateur à la Direction générale de la concurrence (1958-1960), chef de cabinet du commissaire Giuseppe Caron, chargé de l'information et du marché intérieur (1960-1961). En 1961, le président de la Commission Walter Hallstein le nomme porte-parole de la Commission: il restera à ce poste jusqu'à 1977, établissant un record de longévité qui reste inégalé.
Bino Olivi a développé la fonction de chef de service de presse à Bruxelles, en créant notamment les rendez-vous de midi, c'est-à-dire la rencontre quotidienne des responsables communautaires avec un nombre croissant de journalistes internationaux. Après son départ de la Commission, il dirige le comité préparatoire de la Fondation européenne (1979-1989), institution qui ne verra pas le jour, en raison du vote négatif du Parlement des Pays-Bas. 
De 1989 à sa mort, il est consultant sur les affaires européennes pour des entreprises de télévision et de presse françaises et italiennes, il écrit plusieurs ouvrages et articles sur l'histoire de la construction européenne et enseigne aux universités de Padoue, de Rome III et dans diverses universités étrangères. Après son décès, son œuvre de militant européen est saluée par Jacques Delors et par le président de la République italienne Giorgio Napolitano.